# Cold Lazarus (Stargate SG-1)
Cold Lazarus (Lázaro en Latinoamérica, Espejismo en España) es el séptimo  episodio de la primera temporada de la serie de televisión de ciencia ficción Stargate SG-1.

## Trama
Explorando P3X-562, el SG-1 halla cientos de cristales azules rotos en las arenas de un extraño desierto de amarillo brilloso. El Coronel O'Neill observando un cristal intacto, lejos de su equipo, recibe una descarga de este, dejándolo inconsciente. Pronto, del cristal aparece una copia de él. El SG-1 vuelve con esta copia dejando atrás al verdadero Jack.
Ya en la Tierra, la copia no parece ser hostil. Ninguno en la base se da cuenta de que no es el verdadero O'Neill. Luego sale del SGC y vuelve a la antigua casa de Jack (donde él vivió con su esposa Sara, y su hijo Charlie).
Charlie se disparó por accidente con el arma de Jack y él nunca se perdonó esto por lo cual se divorció de Sara. "Cristal-O'Neill vuelve a esta casa para hablar con Sara, su padre le permite entrar y mientras él observa las habitaciones siente el amor que una vez existió en el hogar y además revisa entre las pertenencias de Charlie recordando momentos felices, Sara lo encuentra llorando algo que nunca había visto en el verdadero O'Neil.
Luego mientras conversan en un parque cercano, "cristal-Jack" cae al piso, produciendo ráfagas eléctricas a su alrededor.
Mientras en el SGC, Carter analiza los cristales que trajeron, y con Teal'c confirman que el daño fue hecho por armas Goa'uld, uno de los cristales, habla y toma la apariencia de un rostro humano por un momento.
Descubren que los cristales son una extraña Raza alienígena que debe haber sido destruida por los Goa'uld (atacó a O'Neill, por creer que era Goa'uld).
El Cristal explica que su raza es una clase de energía, y que viven con energía, por lo que pueden producir una reacción radiactiva peligrosa. En ese momento el verdadero O'Neill vuelve del planeta, y todos piensan que el otro Jack debió ser un Cristal también y parten a buscarlo. En esos momentos Sara lo lleva al hospital y allí comienza a afectar las máquinas eléctricas provocando apagones y cortos circuitos. Luego el SG-1 y los militares llegan, y evacuan el área. Sara se confunde cuando llega el verdadero Jack.
Una vez adentro, el SG-1 halla a "Cristal-Jack"· en una esquina, muriendo por falta de energía. Él dice que supo que Jack no era Goa'uld, al explorar su mente. Descubrió lo que aquejaba a O'Neill en su interior (la muerte de Charlie) y deseó ayudarlo trayendo de vuelta a Charlie.
Pese a que Jack dice que Charlie no volverá, Cristal-Jack afirma que Charlie esta siempre en el corazón de O'Neill, y en ese momento él toma la forma de Charlie, para hablarle. Es un momento muy especial pues él ve a su hijo otra vez. Mientras sacan al Cristal, Sara no puede creer lo que ve, pero O'Neill le explica que no es Charlie en realidad, y que debe llevarlo al stargate, ella lo comprende y se despide de "Cristal-Charlie".
Finalmente el propio Jack devuelve los cristales a su mundo original.

## Artistas invitados
- Harley Jane Kozak como Sara O'Neill.
- Teryl Rothery como la Dra. Janet Fraiser.
- Gary Jones como Walter Harriman.
- Kyle Graham como Charlie O'Neill.